# Eirunepé
Eirunepé – miasto i gmina w Brazylii, w stanie Amazonas. Znajduje się w mezoregionie Sudoeste Amazonense i mikroregionie Juruá.